# Apostel Andreas (Heraldik)
Der Apostel Andreas ist in der Heraldik eine gemeine Figur und in vielen Wappen eine häufig vorkommende Wappenfigur.
Dargestellt wird der Apostel Andreas im Wappen mit einem Andreaskreuz vor der Brust oder hinter seinem Rücken und einem Heiligenschein um sein Haupt. Die Farbe seines Kreuzes muss den heraldischen Regeln entsprechen, aber alle heraldischen Tinkturen sind möglich. Andreas zeigt oft unterschiedliche Kleidung, die aber in der Wappenbeschreibung erklärt werden sollte.
Nach dem Heiligen sind das Andreaskreuz, dies ist sein Attribut, und der Andreasorden benannt. Auch als redendes Wappen, Beispiel Sankt Andreasberg, ist die Figur geeignet. Hier ist der Apostel mit dem Andreaskreuz im Wappen.
Im Wappen von Norden (Ostfriesland) steht Andreas als Schildhalter hinter dem Wappenschild und ist auch hier durch das Andreaskreuz erkennbar.

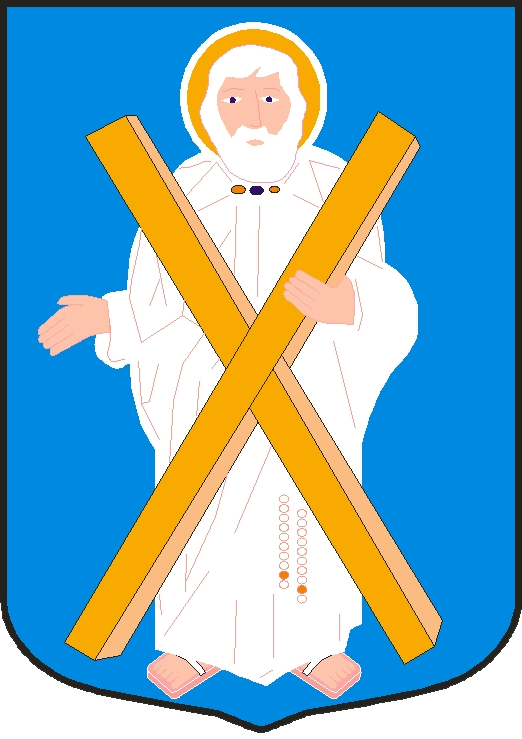
Przemęt
Rivesaltes
Saint-André-les-Alpes, ein redendes Wappen

## Einzelnachweis
1. ↑  Gert Oswald: Lexikon der Heraldik. Bibliographisches Institut, Mannheim u. a. 1984, ISBN 3-411-02149-7, S. 38.